# روسولا زرقاء
روسولا زرقاء (الاسم العلمي: Russula caerulea) هي نوع من الفطريات تتبع جنس الروسولا من الفصيلة الروسولية.